# 牧胡
牧胡（韓語：목호）是13世紀時期元朝在濟州島設置牧場（又稱阿莫）之後，派遣到島上管理牧場的蒙古人。因高麗人呼蒙古人為「胡」，故名。在《高麗史》中，又以哈赤、達達牧子、韃靼牧子、耽羅牧子之名登場。

## 历史
反抗元朝統治的三別抄軍逃入耽羅，以其地為根據地。1273年，元朝攻佔耽羅，剿滅三別抄軍。此後，在耽羅設置牧馬場，元朝派軍駐紮在此。元朝統治耽羅一百餘年，島上的牧胡數量大約有1400人之1700人左右。
高麗恭愍王即位之後，奉行叛元政策，將耽羅納於高麗統治之下，設置萬戶府，殺害島上的牧胡。牧胡起兵反抗，恭愍王派遣崔瑩率領25000人前往鎮壓，是為牧胡之亂。